# Elezioni presidenziali in Senegal del 2000
Le elezioni presidenziali in Senegal del 2000 si tennero il 27 febbraio (primo turno) e il 19 marzo (secondo turno).

## Risultati
| Candidati              | Partiti                                    | I turno   | I turno | II turno  | II turno |
| Candidati              | Partiti                                    | Voti      | %       | Voti      | %        |
| ---------------------- | ------------------------------------------ | --------- | ------- | --------- | -------- |
| Abdoulaye Wade         | Partito Democratico Senegalese             | 518 740   | 31,01   | 969 332   | 58,49    |
| Abdou Diouf            | Partito Socialista                         | 690 917   | 41,30   | 687 969   | 41,51    |
| Moustapha Niasse       | Alleanza delle Forze del Progresso         | 280 538   | 16,77   |           |          |
| Djibo Leïty Kâ         | Unione per il Rinnovamento Democratico     | 118 484   | 7,08    |           |          |
| Iba Der Thiam          | Convenzione dei Democratici e dei Patrioti | 20 164    | 1,21    |           |          |
| Ousseynou Fall         | Partito Repubblicano Senegalese            | 18 604    | 1,11    |           |          |
| Cheikh Abdoulaye Dièye | Fronte per il Socialismo e la Democrazia   | 16 211    | 0,97    |           |          |
| Mademba Sock           | Raggruppamento dei Lavoratori Africani     | 9 326     | 0,56    |           |          |
| Totale                 | Totale                                     | 1 672 984 | 100     | 1 657 301 | 100      |